# Строгий стиль
Строгий стиль, строге письмо — стиль поліфонічної музики епохи Ренесансу (XV–XVI ст.), що розроблявся композиторами нідерландської, римської, венеціанської, іспанської й низки інших композиторських шкіл. Переважно охоплював твори для хору а капела церковної традиції, значно меншою мірою — світської.

## Техніка
Головне досягнення майстрів строгого стилю — встановлення принципової рівноправності голосів у хорі, що відрізняє цей стиль від мистецтва Раннього Ренесансу (Ars nova). Майстри строгого стилю розробили всі форми імітації та канону 1-го і 2-го розрядів, двоголосні й багатоголосні канони з вільними супровідними голосами і без них, імітації та канони з двома (і більше) пропостами, нескінченні канони, канонічні секвенції, застосовували всі основні способи перетворення теми в поліфонічній формі: збільшення, зменшення, обернення, ракохід та їх комбінації. Одним із найважливіших їх досягнень була розробка різних видів складного контрапункту і застосування його закономірностей у канонічних формах.
У числі інших відкриттів старих майстрів поліфонії можна назвати принцип комплементарності (мелодико-ритмічного взаємодоповнення голосів у конрапункті), а також маскування кадансів посеред музичної побудови. Музика майстрів строгого стилю позначена різним ступенем поліфонічної насиченості, композитори вміли урізноманітнити звучання всередині великих форм за допомогою гнучкого чергування строгої поліфонії з більш вільними розділами, а також з розділами, де голоси рухаються нотами рівної тривалості. В останньому випадку контрапунктичний склад перетвориться в хоральний.
Гармонічні поєднання голосів в музиці строго стилю характеризується як повнозвучні, консонантно-тризвучні. Дисонантні інтервали допускалися тільки як прохідні й допоміжні (на слабких долях) або затримання (на сильних долях). Усі дисонанси мали негайно розв'язуватися у консонанси за певними правилами. Мелодика ґрунтувалася на 5 середньовічних ладів — дорійський, фригійський, міксолідійський, а також іонійський і еолійський.

## Образна сфера
Для образності строгого стилю типові зосередженість і споглядальність, раціональні сплетення контрапунктуючих голосів утворюють урівноважені звучання. Натомість експресивні наростання, драматичні контрасти чи особистісні емоції строгому стилю не властиві.
Найважливішими серед жанрів строго стилю були меса (перша в європейській музиці значить циклічна форма) і мотет (на духовні і світські тексти). Складалися також духовні та світські поліфонічні пісні, мадригали. Головним чином майстри строгого стилю писали для хору без супроводу. Проте іноді допускалася і участь музичних інструментів, деякі композитори складали музику і для інструментальних ансамблів.
Найвідомішими композиторами строгого стилю вважаються Жоскен Депре, Орландо ді Лассо та Палестріна. Найбільшими теоретиками епохи строгого письма були Й. Тінкторіс, Г. Глареан, Н. Вічентіпо (1511–1572; автор книги L'antica musica ridotta alla moderna prattica, 1555), Дж. Царліно.

## Історичне значення
Поліфонічні прийоми, розроблені майстрами строгого стилю лягли в основу вільного стилю, який змінив строгий стиль у XVII столітті. Найважливіші досягнення майстрів строгого письма — поліфонічна самостійність голосів, єдність оновлення та повторності у розвитку музики, високий рівень розвитку імітаційної і канонічної форм, техніки складного контрапункту, застосування різноманітних способів перетворення теми, кристалізація прийомів кадансування зберегли своє значення для всіх подальших епох.
Найбільше мистецтво строгого стилю виявляє свій вплив у творах Й. С. Баха (напр. хорал «Aus tiefer Not», BWV 686, Credo No 12 з меси h-moll, мотет BWV 229), в пізніх творах В. А. Моцарта і Л. Бетховена тощо. У 19 столітті композитори використовували техніку строгого стилю для створення старовинного колориту, а в деяких випадках — містичного відтінку. Значну увагу вивченню строгого стилю приділив С. Танєєв. У ХХ і ХХІ ст. елементи строгого стилю уживали Арво Пярт, Георгій Пелеціс, Олександр Щетинський, Олександр Гугель.
У сучасних музичних навчальних закладах строгий стиль є початковим розділом навчального курсу поліфонії.